# Cecilia Eusepi
Cecilia Eusepi (17 de fevereiro de 1910 - 1 de outubro de 1928) era uma católica romana italiana e professa membro dos Servos Seculares. Eusepi morreu de tuberculose aos 18 anos, mas só depois que seu confessor a aconselhou a manter um diário de sua própria vida, que ela intitulou "Storia di un Pagliaccio" ("História de um Palhaço"), por ela se considerar um "pequeno palhaço" e "um palhaço meio estúpido que não serve para nada"; ela escreveu que deve ser sua extrema fraqueza que apelou a Deus.
A beatificação de Eusepi foi celebrada em Nepi em 2012.

## Vida
Cecilia Eusepi nasceu em Monte Romano em 17 de fevereiro de 1910 como a última dos onze filhos de Paulina Mannucci; seu irmão Vincenzo foi chamado para servir durante a Primeira Guerra Mundial. Eusepi recebeu o batismo em 26 de fevereiro do arcipreste Ugo Fulignoli. Seu pai morreu em abril de 1910 após problemas de saúde e, no leito de morte, confiou a viúva e os filhos a seu cunhado Filippo Mannucci. Em 6 de janeiro de 1915, ela foi levada para uma pequena fazenda chamada "La Massa", perto de Nepi, com sua mãe e irmãos aos cuidados de seu tio materno. Recebeu a Confirmação em 27 de maio de 1917 de Dom Luigi Olivares e a Primeira Comunhão em 2 de outubro de 1917.
Eusepi foi enviada para um colégio conventual (perto de um convento servita) em 5 de setembro de 1916 e mais tarde, em 1922, ingressou na Ordem Servita como membro secular. As freiras cistercienses supervisionaram sua educação enquanto esteve neste convento de 1916 a 1923 e em 1922 tornou-se parte da Ação Católica. Em 14 de fevereiro de 1922 recebeu o escapulário na igreja de San Tolomeo ai Servi e assumiu o nome de "Maria Ângela". Em 1923, ela recebeu permissão do bispo local para ingressar na ordem como postulante, apesar das objeções de seu tio e de sua mãe. Eusepi estudou em Roma, bem como em Pistoia e Zara. De 1923 a 1926 ela esteve entre as freiras servitas em Pistoia, mas teve que sair e voltar para casa devido à tuberculose, da qual foi diagnosticada no verão de 1926. A menina também esperava juntar-se às missões, mas sua saúde debilitada a impediu de fazê-lo e ela voltou para casa em Nepi em 23 de outubro de 1926.
Durante sua doença final, sua prática religiosa foi um conforto e membros do movimento da Ação Católica, bem como seminaristas e padres, frequentemente a visitavam e às vezes pediam sua opinião sobre suas homilias e outras coisas. Foi então que conheceu o padre servita Gabriele M. Roschini, que se tornou seu confessor e diretor espiritual e que a instruiu a manter um diário; ela começou em 29 de maio de 1927 e encerrou as inscrições em 12 de setembro de 1928, semanas antes de sua morte.
Eusepi morreu de tuberculose na noite de 1º de outubro de 1928 cantando canções para a Madonna na data em que ela havia previsto que morreria após ter um sonho com Teresa de Lisieux. Em 16 de março de 1944, seus restos mortais foram transferidos para a igreja de San Tolmeo ai Servi.

## Beatificação
O processo de beatificação começou em um processo informativo em Civita Castellana de 1939 até 1942 e os teólogos concordaram com seu diário e outros escritos espirituais - como estando em linha com a fé - em 22 de novembro de 1946; a causa começou em um nível formal sob o Papa Pio XII em 23 de janeiro de 1954 e ela foi intitulada como uma Serva de Deus. Um processo apostólico foi realizado de 1958 a 1963 e a Congregação Para os Ritos validou ambos os processos em 12 de julho de 1963; a Congregação para as Causas dos Santos recebeu a Positio em 1977. Os teólogos aprovaram a causa em 24 de fevereiro de 1987, assim como a CCS em 12 de maio de 1987. A confirmação de sua virtude heróica levou o Papa João Paulo II a titulá-la como Venerável em 1º de junho de 1987.
O milagre de sua beatificação se referia à cura de Tommaso Ricci em 4 de agosto de 1959, que sobreviveu a um acidente de trânsito fatal. Isso foi investigado em um processo diocesano e recebeu a validação CCS em 10 de março de 2006; um conselho médico o aprovou em 1 de outubro de 2009, assim como os teólogos em 12 de dezembro de 2009 e a CCS em 4 de maio de 2010. O Papa Bento XVI aprovou em 1 de julho de 2010 e o cardeal Angelo Amato presidiu em nome do papa em 17 de junho de 2012 em Nepi.
O atual postulador desta causa é o sacerdote servita Franco M. Azzalli.